# Franco Cacioni
Franco Cacioni Piccari (* 6. Januar 1933 in Rom; † 12. April 1995 ebenda) ist ein ehemaliger venezolanischer Radrennfahrer.

## Sportliche Laufbahn
Cacioni war Straßenradsportler und auch im Bahnradsport aktiv. Er war italienischer Abstammung und  Teilnehmer der Olympischen Sommerspiele 1956 in Melbourne. Im olympischen Straßenrennen schied er aus. Das Team aus Venezuela mit Antonio Montilla, Arsenio Chirinos, Domingo Rivas und Franco Cacioni kam nicht in die Mannschaftswertung im Straßenrennen. In der Mannschaftsverfolgung schied der Bahnvierer aus Venezuela in der Vorrunde aus.
Bei den Zentralamerika- und Karibikspielen 1959 in Caracas gewann er Gold in der Mannschaftsverfolgung und Bronze in der Einerverfolgung.